# Smadar
 (novembre 2016).
Si vous disposez d'ouvrages ou d'articles de référence ou si vous connaissez des sites web de qualité traitant du thème abordé ici, merci de compléter l'article en donnant les références utiles à sa vérifiabilité et en les liant à la section « Notes et références ».
Smadar (סמדר) est un moshav situé en Basse Galilée, dans la vallée de Jezreel (Israël). Il est fondé en 1956 et dépend administrativement, avec la ville de Yavnéel, le moshav Mishmar Hashlosha et Beït-Gan à la même circonscription.